# Рендински манастир
Вижте пояснителната страница за други значения на Успение Богородично.
Рендинският манастир (на гръцки: Ιερά Μονή Ρεντίνης) се намира на 7 километра югоизточно от едноименното село по пътя за Смоковски бани, район Аграфа. Поради ктиторството за възстановяването му от първите руски царе в края на XVI век е известен и като „руската обител“ и „руският манастир“. Рендинският манастир е ставропигия на Вселенската патриаршия, утвърдена за такава през 1764 г. с печата на патриарх Самуил I Хандзерис.
Според местното предание манастирът е основан през IX или X век, но не са запазени останки от стари сгради. Със сигурност манастирът процъфтява през XVI век, което се вижда от надпис, който споменава за цялостно обновяване на манастира през 1579 г., докато сегашният католикон е реновиран през 1640 г. и изографисан през 1662 г. от забележителния зограф Йоанис.
Манастирът подържа богата библиотека, дори с илюстрирани ръкописи от XVIII век. В него се е помещавало килийно училище. Той е укритие за арматоли и бойно поле през 1821 г., 1854 г., 1857 г. и 1867 г., поради което е бил обсаждан и претърпял сериозни щети, което също допринесло за постепенния му упадък, занамеряване и изоставянето му след присъединяването на Тесалия към Гърция през 1881 г.
През 1927 г. е преоснован като манастир от митрополит Езекил, в който живеят няколко монаси. Игуменът Аврамий Рускас, идващ от Неа Скети от Светите земи, остава в манастира през годините 1930 – 1947 г. и загива мъченически по време на гражданската война в Гърция.
От 1967 г. манастирът е исторически паметник, а през 1973 г. е затворен отново и Министерството на културата на Гърция поема охраната му. От 2000 г. Рендинският манастир възобновява дейността си като женски манастир, в който живеят четири монахини с игуменката сестра Филотея.
Северозападно от манастира, през падината на село Рендина, се намира планината Вулгара, пред която според преданието се спасили оцелелите войни на Самуил след битката при Сперхей.